# Теспија (митологија)
Теспија или Теспеја је у грчкој митологији била нимфа.

## Митологија
Била је нимфа Најада са извора или фонтана града, који је према Паусанији назван по њој и који се налазио западно од Тебе. Њу је у град довео Аполон са којим је можда имала сина, а према Паусанији и Корини, њен отац је био речни бог Асоп. Диодор је као њену мајку помињао Метопу.

## ТВ серија
У серији „Бафи убица вампира“ Теспија је имагинарни лик, божанство које влада тамом.